# 다카사키 영화제
다카사키 영화제(일본어: 高崎映画祭)는 일본 군마현 다카사키시에서 개최되는 영화제이다. 1987년부터 개최되었으며, 매년 3월 말에서 4월 초에 열린다.
대한민국 배우로는 2010년 배두나가 《공기인형》으로, 2020년 심은경이 《블루 아워》로 각각 여우주연상을 수상하였다.

## 역대 영화제

### 2020년
제32회 영화제
- 작품상: 《린덴》 (감독: 스즈키 다쿠지)
- 감독상: 토키와 시로 (최초의 만찬), 마리코 테츠야 (미야모토로부터 너에게)
- 여우주연상: 카호 (블루 아워), 심은경 (블루 아워)
- 남우주연상: 이나가키 고로 (반세계)
- 여우조연상: 사이토 유키 (최초의 만찬)
- 남우조연상: 쿠보즈카 요스케 (최초의 만찬), 시부카와 키요히코 (반세계)
- 신인여우상: 와다 미사 (곶의 남매), 카와시마 리리카 (도이치 이야기)
- 신인남우상: 스기타 라이루 (반세계), 라이쿠 (최초의 만찬)
- 베스트아이돌상: -
- 신인감독그랑프리: 히로세 나나코 (여명), 카이 사야카 (붉은 눈)
- 특별상: 오다기리 조 (도이치 이야기)